# (300005) 2006 UQ40
(300005) 2006 UQ40 es un asteroide perteneciente al cinturón de asteroides, descubierto el 16 de octubre de 2006 por el equipo del Spacewatch desde el Observatorio Nacional de Kitt Peak, Arizona, Estados Unidos.

## Designación y nombre
Designado provisionalmente como 2006 UQ40.

## Características orbitales
2006 UQ40 está situado a una distancia media del Sol de 3,122 ua, pudiendo alejarse hasta 3,423 ua y acercarse hasta 2,820 ua. Su excentricidad es 0,096 y la inclinación orbital 9,845 grados. Emplea 2014,89 días en completar una órbita alrededor del Sol.
Los próximos acercamientos a la órbita de Júpiter ocurrirán el 7 de octubre de 2084, el 5 de enero de 2095 y el 7 de febrero de 2167.

## Características físicas
La magnitud absoluta de 2006 UQ40 es 15,7.